# Domeykoa oppositifolia
Domeykoa oppositifolia là một loài thực vật có hoa trong họ Hoa tán. Loài này được Phil. mô tả khoa học đầu tiên năm 1860.